# Protartessus australis
Protartessus australis är en insektsart som beskrevs av Walker 1851. Protartessus australis ingår i släktet Protartessus och familjen dvärgstritar. Inga underarter finns listade i Catalogue of Life.